# Рентгеновский микроскоп
Рентге́новский микроско́п — устройство для исследования очень малых объектов, размеры которых сопоставимы с длиной рентгеновской волны. Основан на использовании рентгеновского излучения с длиной волны от 0,01 до 10 нанометров. В длинноволновой части диапазона наиболее часто используется участок длин волн 2,3 — 4,4 нм, соответствующий т. н. «окну прозрачности воды», в котором проводятся исследования биологических образцов. В коротковолновой части диапазона рентгеновские микроскопы применяют для исследований структуры различных конструкционных материалов, содержащих элементы с большим атомным номером.
Рентгеновские микроскопы по разрешающей способности находятся между электронными и оптическими микроскопами. Теоретическая разрешающая способность рентгеновского микроскопа достигает 2-20 нанометров, что на порядок больше разрешающей способности оптического микроскопа (до 150 нанометров). В настоящее время существуют рентгеновские микроскопы с разрешающей способностью около 5 нанометров.

## Общие сведения
Разработка рентгеновских микроскопов сопряжена с рядом серьёзных трудностей. Рентгеновские лучи практически невозможно фокусировать обычными линзами. Дело в том, что показатель преломления рентгеновских лучей в различных прозрачных для них средах примерно одинаков и очень мало отличается от единицы. Колебания составляют порядка 10−4 —10 −5. Для сравнения, показатель преломления видимого света в воде при 20 °C примерно равен 1,33. Рентгеновские лучи также не отклоняются электрическими и магнитными полями, что не позволяет использовать для фокусировки электрические или магнитные линзы. Однако, в современной рентгеновской оптике в последнее время появились и уже нашли большое применении линзы, действующие на основе эффекта обратного лучепреломления (основано на различии коэффициентов преломления в конденсированном веществе по отношению к воздуху). Функцию линзы выполняет линзообразная полость внутри материала, получившие название линзы Снигирёва
.
Рентгеновские лучи напрямую не воспринимаются человеческим глазом. По этому для наблюдения и фиксации результатов приходится применять технические средства (фототехнику или Электронно-оптические преобразователи).
Первый коммерческий рентгеновский микроскоп был создан в 50 годах XX века американским инженером Стерлингом Ньюбери, сотрудником General Electric. Он представлял собой проекционный микроскоп, для получения изображения в нём применялись фотопластинки.

## Виды рентгеновских микроскопов
Существуют два типа рентгеновских микроскопов — отражательные и проекционные. В отражательных микроскопах используется явление преломления рентгеновских лучей при скользящем падении.
Проекционные микроскопы используют высокую проникающую способность рентгеновских лучей. В них изучаемый объект помещается перед источником излучения и просвечивается рентгеновскими лучами. Благодаря тому, что коэффициент поглощения рентгеновских лучей зависит от размеров атомов, через которые они проходят, такой метод позволяет получать информацию не только о структуре, но и о химическом составе изучаемого объекта.

### Проекционные
Проекционные рентгеновские микроскопы представляют собой камеру, в противоположных концах которой располагаются источник излучения и регистрирующее устройство. Для получения чёткого изображения необходимо, чтобы угловая апертура источника была как можно меньше.
Увеличение (М) в методе рентгеновской проекционной микроскопии определяется отношением расстояний от источника рентгеновского излучения до детектора (b) к расстоянию от источника до объекта (а):
М = b/a
В микроскопах такого типа до недавнего времени не использовались дополнительные оптические приборы. Основным способом получить максимальное увеличение является размещение объекта на минимально возможном расстоянии от источника рентгеновского излучения. Для этого фокус трубки располагается непосредственно на окне рентгеновской трубки либо на вершине иглы анода, помещенной вблизи окна трубки. В последнее время ведутся разработки микроскопов, использующих зонные пластинки Френеля для фокусировки изображения. Такие микроскопы имеют разрешающую способность до 30 нанометров.

### Отражательные
В микроскопах этого типа используются приёмы, позволяющие добиться максимального увеличения, благодаря чему линейное разрешение проекционных рентгеновских микроскопов достигает 0,1—0,5 мкм. В качестве линз в них используется система зеркал. Изображения, создаваемые отражательными рентгеновскими микроскопами даже при точном выполнении профиля их зеркал искажаются различными аберрациями оптических систем: астигматизм, кома.
Для фокусировки рентгеновского излучения применяются также изогнутые монокристаллы. Но при этом на качество изображения сказываются структурные несовершенства монокристаллов, а также конечная величина брэгговских углов дифракций. Ранее отражательные рентгеновские микроскопы не получили распространения из-за технических сложностей их изготовления и эксплуатации.
В 2019 году российские учёные из Томского государственного университета (ТГУ) совместно с их немецкими коллегами из Германского исследовательского центра по физике частиц DESY доложили о завершении разработки и испытаний принципиально нового отражательного рентгеновского микроскопа — т.н. «комптоновского микроскопа» (назван по имени Нобелевского лауреата Артура Комптона), принцип действия которого основан на фиксации рентгеновского излучения, рассеиваемого изучаемым объектом. С помощью нового метода рентгеновской микроскопии становится возможным неразрушающее изучение тонких клеточных структур, ранее недоступных даже для электронной микроскопии, в том числе микроисследование внутриклеточных и мембранных структур непрепарированных живых клеток в процессе их функционирования. Российско-германскому коллективу учёных удалось добиться ранее недостижимой на рентгеновских микроскопах проекционного типа контрастности изображения, благодаря использованию сделанных в Томске отечественных хромо-галлиевых сенсоров (именно эти российские хромо-галлиевые сенсоры используются на Большом Адронном коллайдере ЦЕРН в Швейцарии, т.к. они на порядок точнее импортных кремниевых).

## Область применения
Проекционные микроскопы получили широкое применение в различных сферах науки, включая медицину, минералогию, металловедение.
При помощи рентгеновского проекционного микроскопа можно:
- оценить качество тонких покрытий
- получить микрорентгенографии биологических и ботанических срезов толщиной до 200 мкм.
- применить для анализа смеси порошков лёгких и тяжёлых металлов, при изучении внутреннего строения объектов, непрозрачных для световых лучей и электронов.

Важным достоинством рентгеновских микроскопов является то, что с их помощью можно наблюдать непрепарированные живые клетки.